# آرته کورنایی

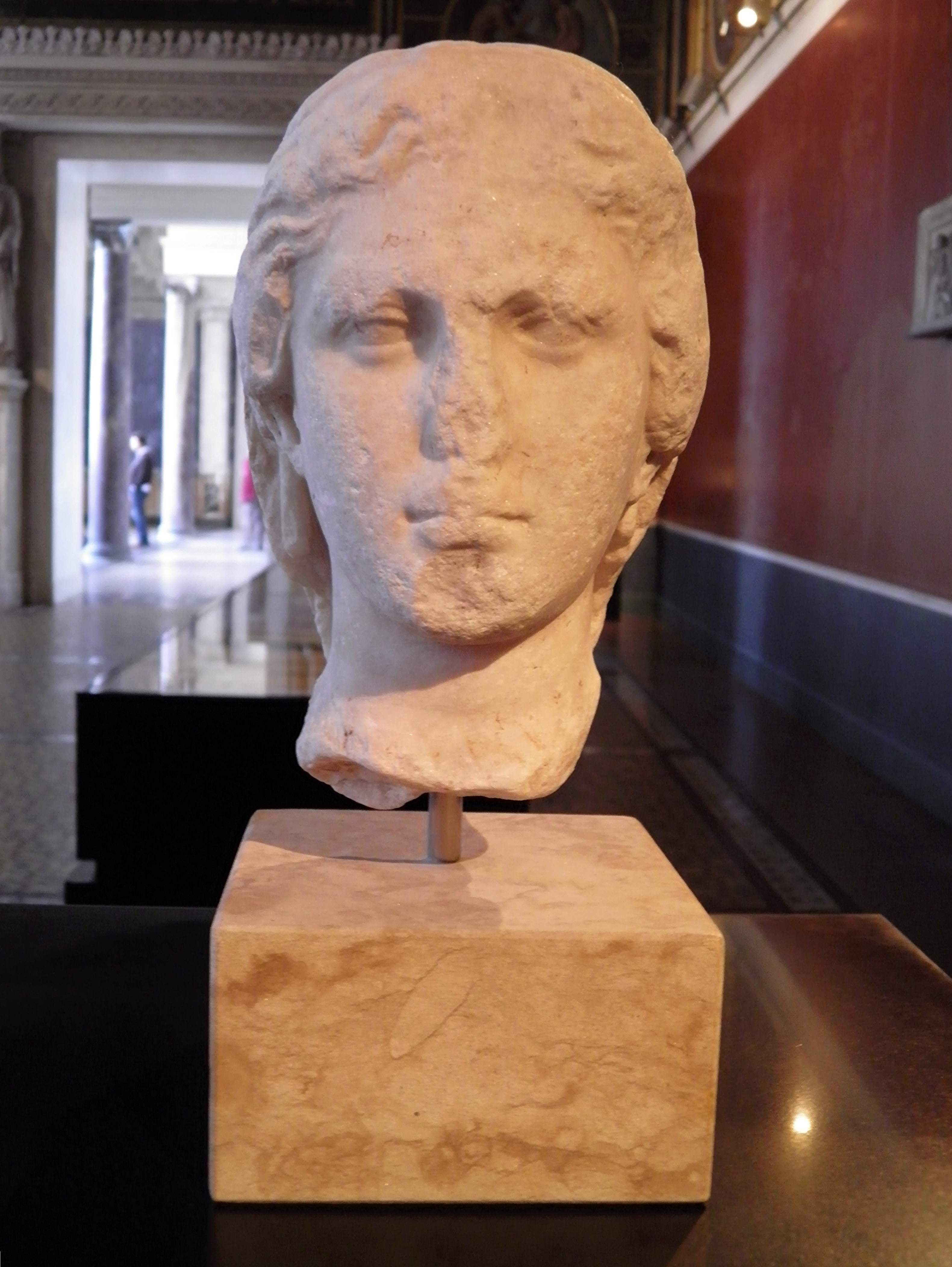
سردیس مرمرین یک زن، که احتمالاً آرِته است. نسخهٔ رومی از اثر اصلی مربوط به سدهٔ چهارم پیش از میلاد.

آرِتهٔ کورنایی (به انگلیسی: Arete of Cyrene؛ /əˈri:ti:/؛ یونانی باستان: Ἀρήτή؛ سدهٔ ۴ پیش از میلاد) فیلسوف اهل مکتب کورنایی بود که در شهر کورنا در لیبی زندگی می‌کرد. او دختر آریستیپوس کورنایی، بنیانگذار این مکتب فلسفی، بود.

## زندگی و آموزه‌ها
آرِتهٔ کورنایی فلسفه را نزد پدرش، آریستیپوس، آموخت که او نیز شاگرد سقراط بود. به‌نوبهٔ خود، آرِته فلسفه را به پسرش — آریستیپوس جوان — آموزش داد و پسرش با لقب «مادرآموخته» (یونانی: μητροδίδακτος) مشهور شد.
آرِتهٔ کورنایی بنا بر گزارش‌ها پس از درگذشت پدرش، رهبری مکتب کورنایی را برعهده گرفت. نام او در آثار نویسندگانی همچون دیوگنس لائرتیوس، استرابو، آیلیوس، کلمنت اسکندریه‌ای، تئودورت سیروسی، آریستوکلس و همچنین در سودا آمده است. دیوگنس لائرتیوس اشاره می‌کند که از جمله شاگردان او، تئودوروس بی‌خدا و آنیسریس بوده‌اند.
هرچند هیچ منبع تاریخی معتبری از آموزه‌های آرِته به جای نمانده است، اما اصول مکتب کورنایی که پدرش بنیان نهاد، شناخته شده است. این مکتب یکی از نخستین مکاتب فلسفی بود که دیدگاهی نظام‌مند دربارهٔ نقش لذت و رنج در زندگی انسان ارائه داد. کورناییان استدلال می‌کردند که انضباط، دانش و اعمال فضیلت‌مندانه، به احتمال بیشتر به لذت می‌انجامند، درحالی که هیجانات منفی مانند خشم و ترس، رنج را چندبرابر می‌کنند.
در بخش پایانی رسالهٔ پروتاگوراسِ افلاطون، این استدلال مطرح می‌شود که «نجات زندگی ما» به کاربستِ «علم سنجش» در قبال لذت‌ها و رنج‌ها وابسته است. مکتب کورنایی یکی از نخستین رویکردها به لذت‌گرایی را ارائه داد که بعدها در سده‌های ۱۸ و ۱۹ میلادی در اروپا دوباره ظهور کرد و توسط اندیشمندانی مانند جرمی بنتام بسط یافت.